# Jan-Armin Eichhorn
Jan-Armin Eichhorn (Sonneberg, 8 maggio 1981) è un ex slittinista tedesco.

## Biografia
Iniziò a gareggiare per la nazionale tedesca nelle varie categorie giovanili nella specialità del doppio in coppia con Steffen Dundr, ed ottenendo quali migliori risultati in questa disciplina due medaglie, di cui una d'oro, ai mondiali juniores ed un secondo posto nella classifica finale della Coppa del Mondo juniores nella stagione 1997/98. Dalla stagione seguente si decise di dedicarsi esclusivamente alla specialità del singolo ed anche in questo caso si classificò secondo nella stagione di Coppa 2000/01, alle spalle del connazionale David Möller, conquistando anche la medaglia di bronzo ai mondiali juniores del 2001. Ottenne inoltre un'altra medaglia ai campionati iridati di categoria, vincendo il titolo nella gara a squadre ad Altenberg 2000.
A livello assoluto esordì in Coppa del Mondo nella stagione 2002/03, conquistò il primo podio, nonché la prima vittoria, il 16 novembre 2003 nella gara a squadre a Sigulda. In classifica generale vanta come miglior risultato nella specialità del singolo il secondo posto nella stagione 2011/12.
Prese parte ad una edizione dei Giochi olimpici invernali, a Torino 2006, occasione in cui ottenne il sesto posto nel singolo.
Ai campionati mondiali conseguì la medaglia di bronzo nella gara a squadre ad Igls 2007, mentre nelle rassegne continentali ottenne una medaglia d'oro conquistata ad Oberhof 2004 sempre nella gara a squadre.
Nel gennaio 2012, dopo il secondo posto ai campionati tedeschi disputatisi ad Altenberg, dichiarò conclusa la sua carriera agonistica decidendo di intraprendere quella di allenatore.

## Palmarès

### Mondiali
- 1 medaglia:
  - 1 bronzo (singolo ad Igls 2007).

### Europei
- 1 medaglia:
  - 1 oro (gara a squadre ad Oberhof 2004).

### Mondiali juniores
- 4 medaglie:
  - 2 ori (doppio ad Igls 1999; gara a squadre ad Altenberg 2000);
  - 2 bronzi (doppio a Sigulda 1998; singolo a Lillehammer 2001).

### Coppa del Mondo
- Miglior piazzamento in classifica generale nel singolo: 2° nel 2008/09.
- 11 podi (6 nel singolo, 5 nelle gare a squadre):
  - 6 vittorie (2 nel singolo, 4 nelle gare a squadre);
  - 2 secondi posti (tutti nel singolo);
  - 3 terzi posti (2 nel singolo, 1 nelle gare a squadre).

#### Coppa del Mondo - vittorie
| Data             | Luogo     | Paese    | Disciplina                                                                   |
| ---------------- | --------- | -------- | ---------------------------------------------------------------------------- |
| 16 novembre 2003 | Königssee | Germania | Gara a squadre con Sylke Otto, Patric Leitner e Alexander Resch              |
| 7 dicembre 2003  | Calgary   | Canada   | Gara a squadre con Silke Kraushaar-Pielach, Patric Leitner e Alexander Resch |
| 29 gennaio 2006  | Oberhof   | Germania | Singolo                                                                      |
| 18 gennaio 2009  | Oberhof   | Germania | Singolo                                                                      |
| 18 gennaio 2009  | Oberhof   | Germania | Gara a squadre con Natalie Geisenberger, Tobias Wendl e Tobias Arlt          |
| 6 gennaio 2011   | Königssee | Germania | Gara a squadre con Natalie Geisenberger, Tobias Wendl e Tobias Arlt          |

### Campionati tedeschi
- 8 medaglie:
  - 2 ori (singolo ad Oberhof 2004; singolo ad Oberhof 2011; singolo a Königssee 2013);
  - 2 argenti (singolo ad Oberhof 2008; singolo ad Altenberg 2012);
  - 4 bronzi (singolo a Winterberg 2003; singolo a Königssee 2005; singolo a Altenberg 2007; singolo a Winterberg 2010).